# Apophua tobensis
Apophua tobensis är en stekelart som först beskrevs av Tohru Uchida 1928.  Apophua tobensis ingår i släktet Apophua och familjen brokparasitsteklar. Inga underarter finns listade i Catalogue of Life.